# 包奇纳
包奇纳（義大利語：Baucina），是意大利西西里大区巴勒莫广域市的一个市镇。总面积24平方公里，人口2013人，人口密度83.9人/平方公里（2009年）。ISTAT代码为082008。